# أكسل هانسن (نحات)
أكسل هانسن (بالدنماركية: Aksel Hansen)‏ هو نحات دنماركي، ولد في 2 سبتمبر 1853 في أودنسه في الدنمارك، وتوفي في 3 مايو 1933 في فريدريكسبرغ في الدنمارك.

## معرض صور

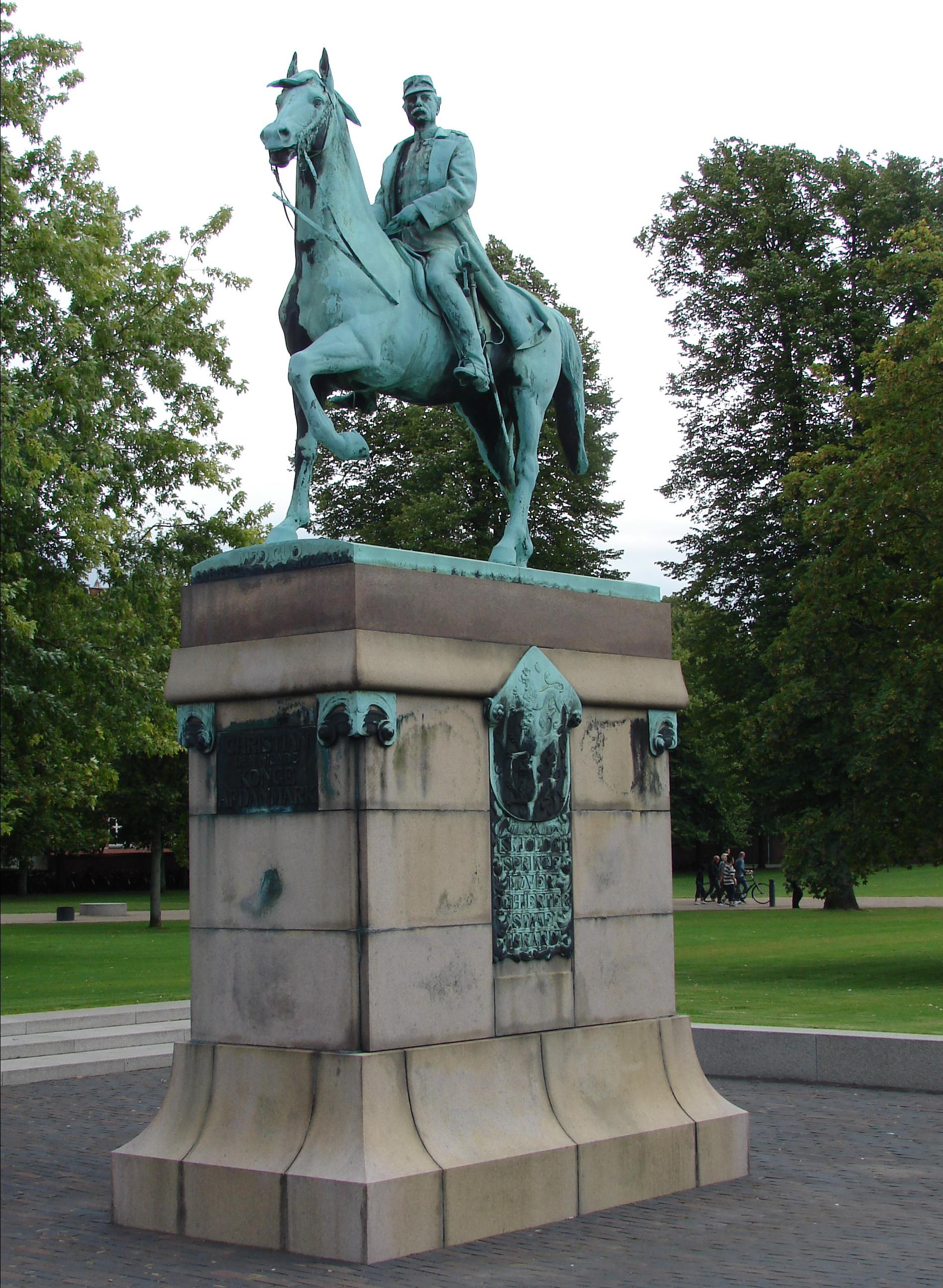
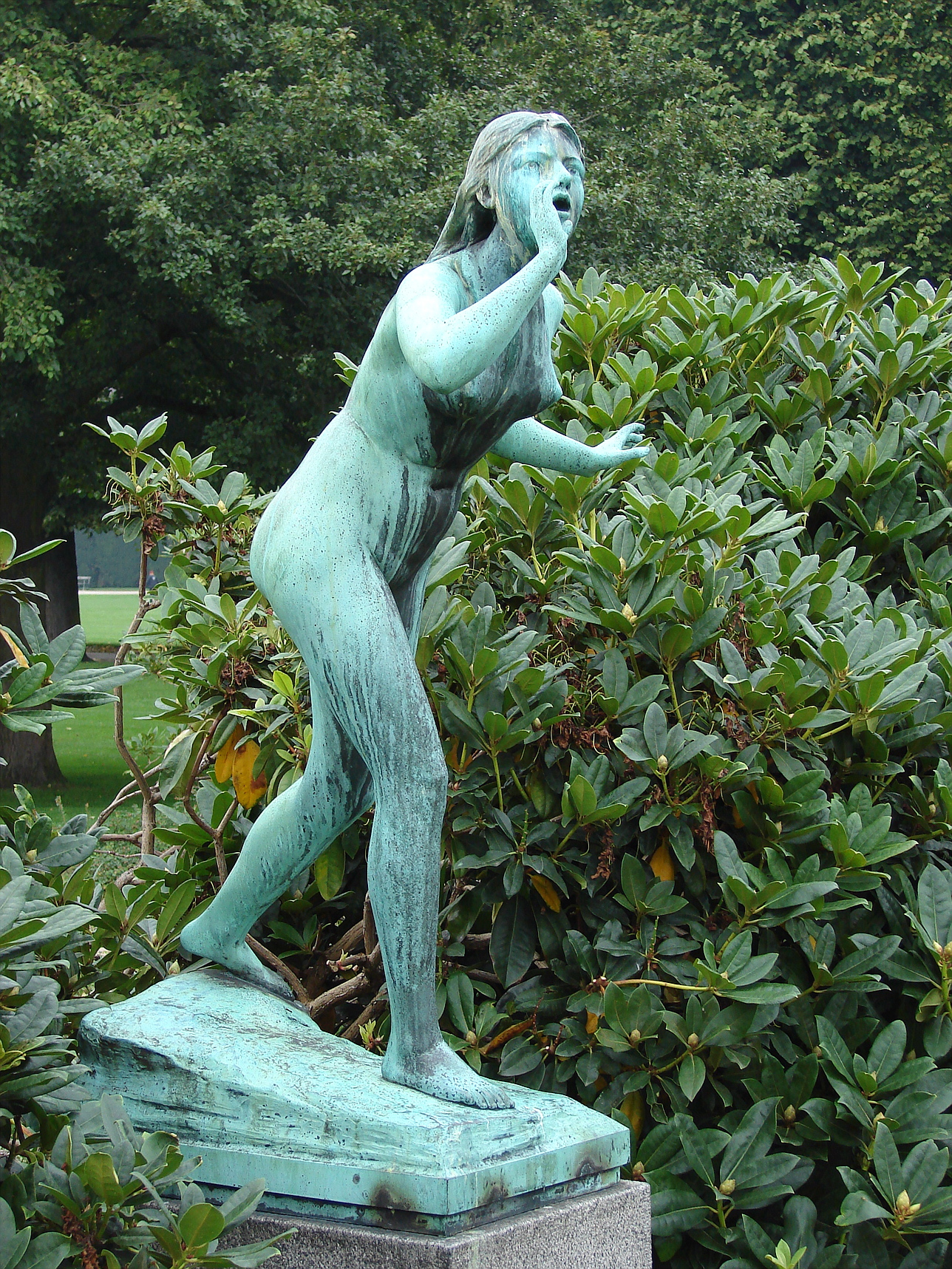
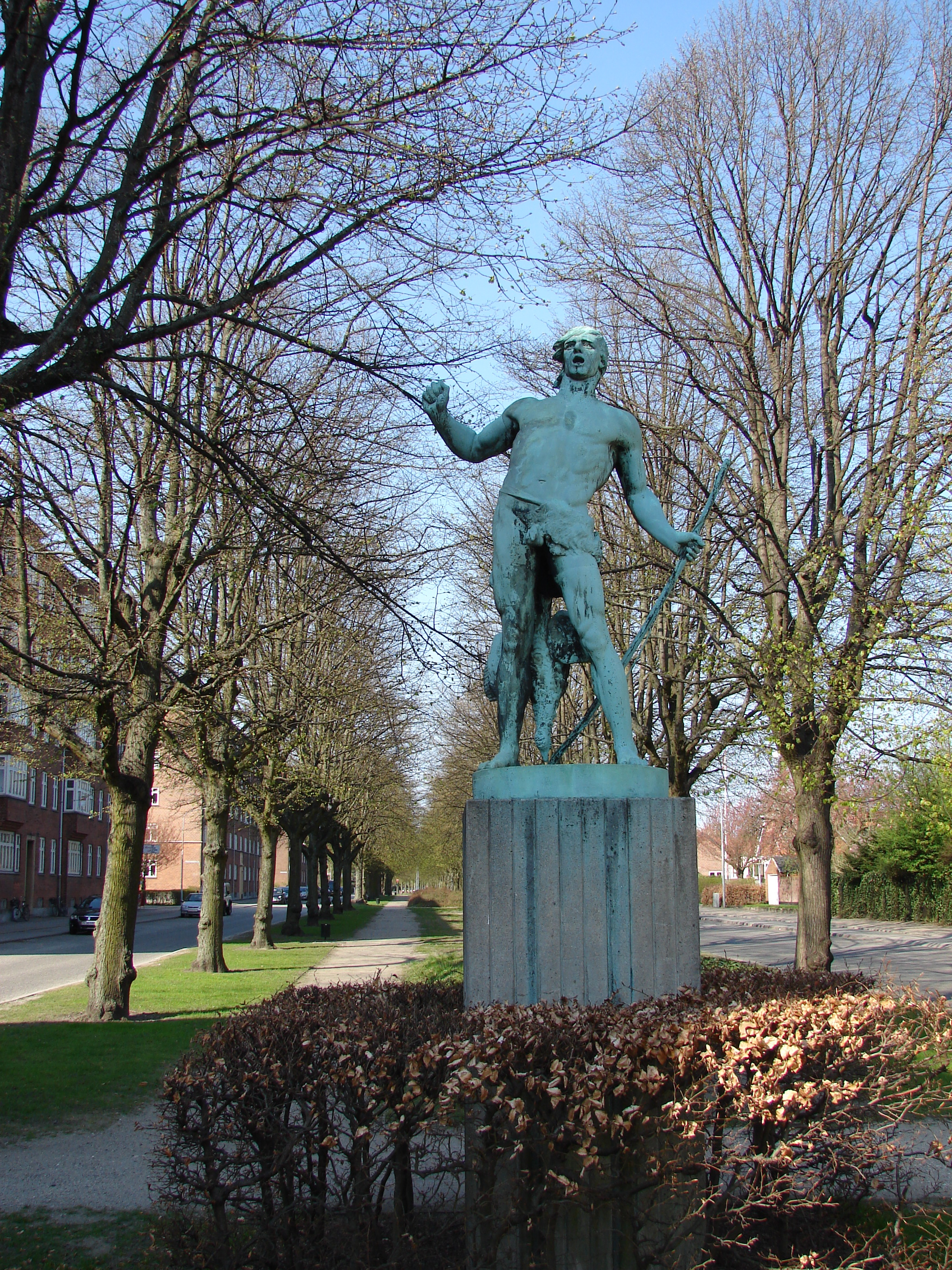